# Síðujökull
Le Síðujökull, toponyme islandais  signifiant littéralement en français « le glacier long », est un glacier d'Islande qui constitue une langue glaciaire du Vatnajökull, une des plus grandes calottes glaciaires du monde. Ses eaux de fonte donnent naissance à plusieurs cours d'eau dont le Hverfisfljót.
Il est encadré à l'ouest par le Skaftárjökull et à l'est par le Hágöngur.

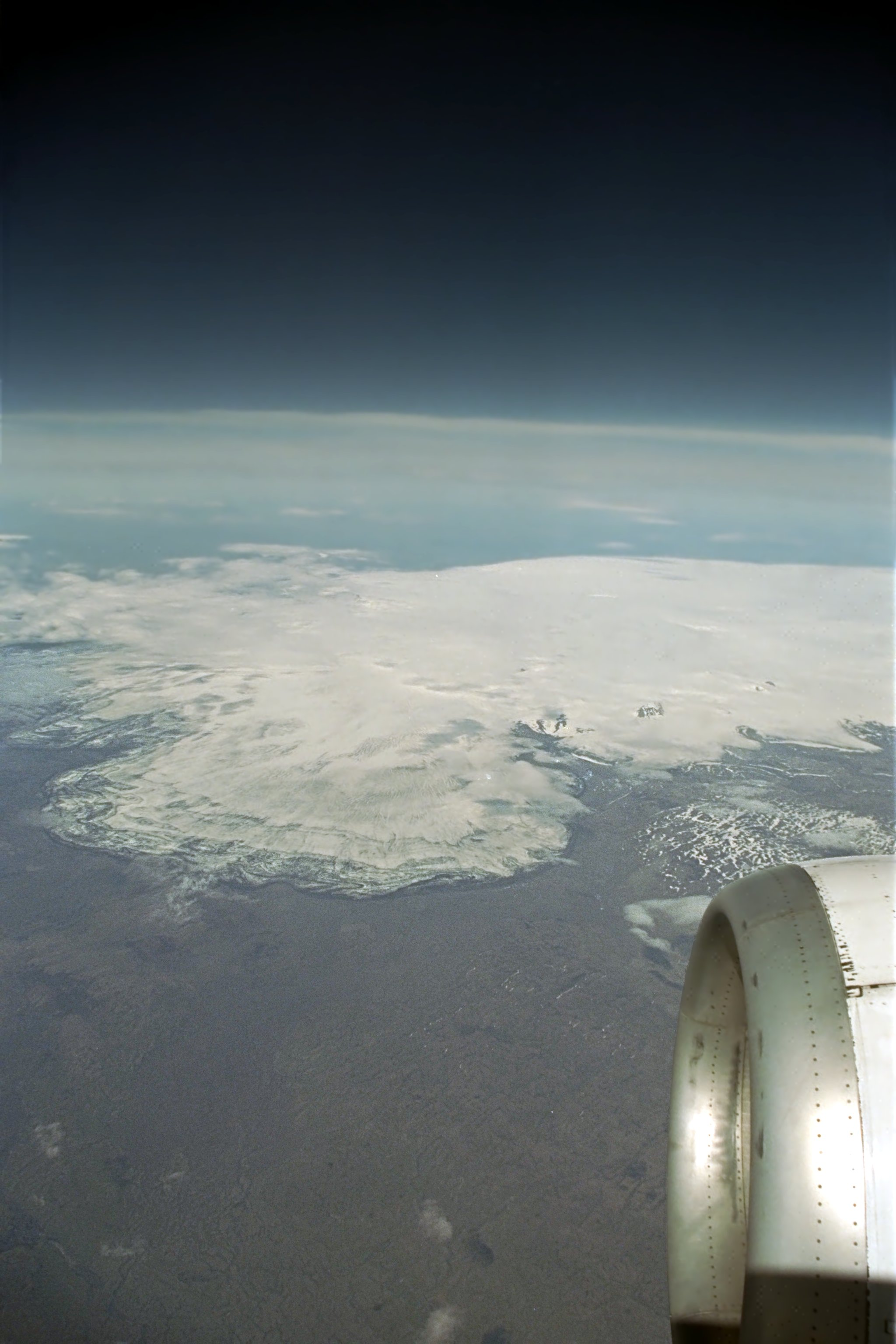
Vue aérienne du Síðujökull (au centre).